# 10423 Dajčić
(10423) Dajčić, denumire internațională (10423) Dajcic, este un asteroid din centura principală de asteroizi.

## Descriere
10423 Dajčić este un asteroid din centura principală de asteroizi. A fost descoperit pe 16 ianuarie 1999 la Visnjan de Korado Korlević. Asteroidul prezintă o orbită caracterizată de o semiaxă mare de 2,24 ua, o excentricitate de 0,14 și o înclinație de 2,2° în raport cu ecliptica.